# Соколов, Виктор Захарович
Ви́ктор Заха́рович Соколо́в (28 сентября 1932, Москва — 23 ноября 2012, Москва) — советский футболист, нападающий. Один из лучших игроков московского «Локомотива». Заслуженный мастер спорта СССР. Неофициально считается лучшим игроком в международных товарищеских матчах.
Забил более 90 мячей в неофициальных матчах сборной СССР в ворота Индии, Индонезии, Ливана, Китая, Бирмы, Исландии, Канады, Японии, «Галатасарая», «Вердера», сборной шведских клубов «Юргорден» и «Норрчёпинг», «Гётеборга», «Фенербахче», «Бешикташа», софийской «Славии», бухарестского «Рапида» и других команд.